# Coki Giménez

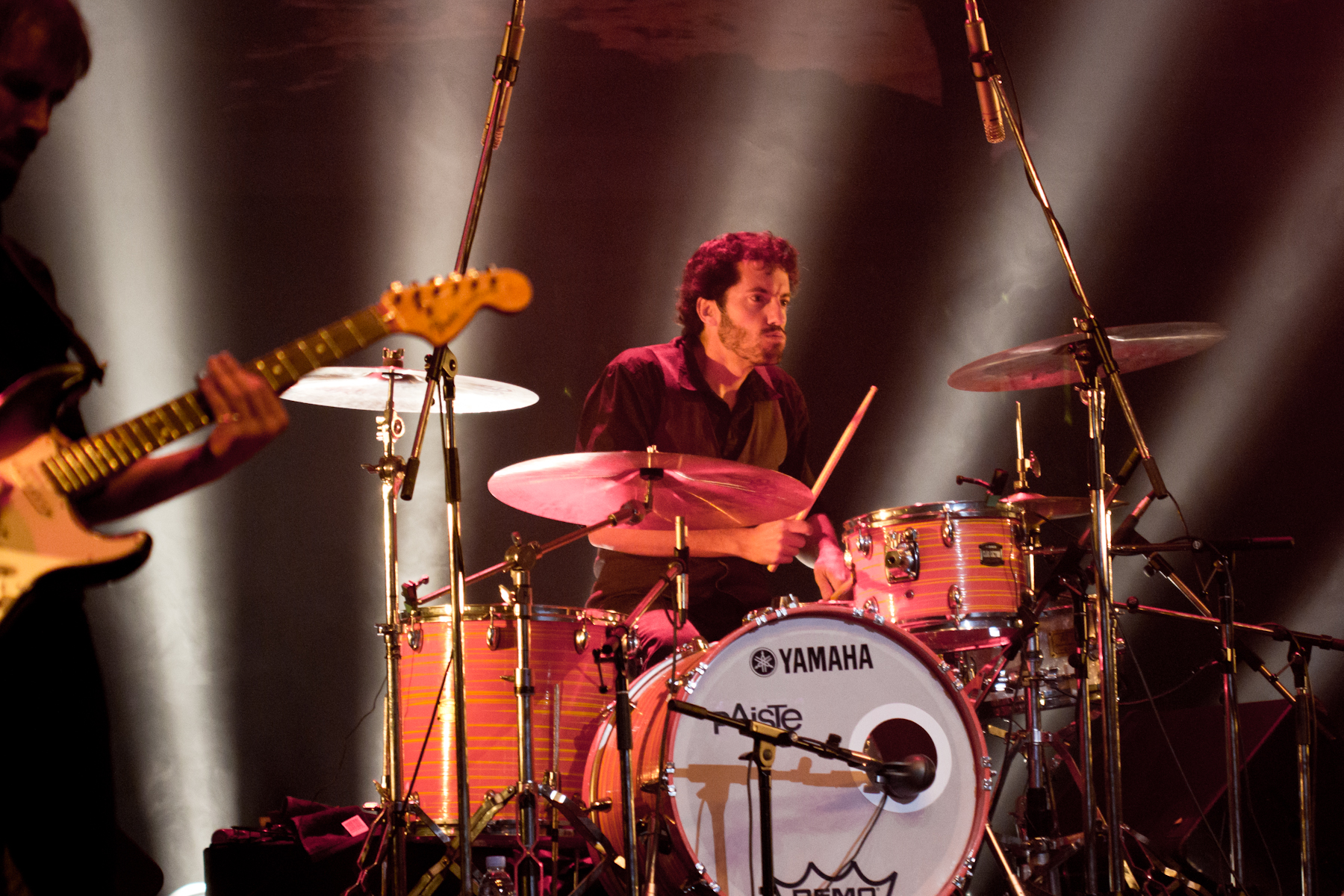
Coki Giménez en concierto con M Clan en 2013.

Eduardo «Coki» Giménez Citoler (Málaga, 23 de marzo de 1977) es un baterista y percusionista español. Empezó a tocar la batería a los catorce años de edad y ha trabajado con artistas como Danza Invisible (Pura danza), Manzanita, Javier Ojeda, Fulano, Los Recortaos, La Perra, Makandé, Toni Romero, José Mena, Chambao (Pokito a poko, Con otro aire y el directo Chambao Puro), Hermanas Sister, Toonik, Amaral (Gato negro · Dragón rojo y el directo La Barrera del Sonido), M Clan (Para no ver el final, Arenas movedizas, Dos noches en el Price), o Dani Martín (La montaña rusa). Fue elegido Mejor Baterista de 2006 por los lectores de la revista Batería Total. En noviembre de 2014 presentó una iniciativa de grabación de baterías en línea.Actualmente es el batería de Fito & Fitipaldis y Carlos Tarque y la asociación del Riff.